# Edward Zacca
Sir Edward Zacca (* 26. Juli 1931 in Jamaika; † 11. November 2019) war von 1985 bis 1996 Chief Justice des Supreme Courts Jamaikas und als solcher verfassungsgemäß nach dem Tod von Florizel Glasspole vom 31. März bis zum 1. August 1991 interimsmäßig der Generalgouverneur von Jamaika.
Sein Nachfolger als Chief Justice of Jamaika wurde Lesley Wolfe. Edward Zacca war Träger des Order of Jamaica. Er war Präsident des Court of Appeal der Bahamas.
2015 wurde er als Knight Commander in den Order of St Michael and St George aufgenommen.